# الاحتجاجات التونسية 2018
الاحتجاجات التونسية 2018 هي سلسلة من الاحتجاجات التي شهدتها معظم أنحاء تونس وذلك منذ بداية يناير/كانون الثاني 2018 بسبب قضايا تتعلق بارتفاع تكاليف المعيشة والضرائب. اعتبارا من 9 يناير، لقي شخص واحد على الأقل حتفه في هذه التظاهرات التي عمت معظم مناطق الجمهورية مما أدى إلى إحياء المخاوف حول هشاشة الوضع السياسي في تونس. وكانت الجبهة الشعبية رُفقة باقي أحزاب المعارضة قد دعت إلى مواصلة الاحتجاجات ضد الحكومة «غير العادلة» بسبب تدابير التقشف التي تنهجها هذه الأخيرة، في حين استنكر رئيس الوزراء التونسي يوسف الشاهد العنف الذي رافق المظاهرات ودعا إلى الهدوء مؤكدا على أن حكومته تعتقد أن عام 2018 سيكون آخر سنة صعبة على التونسيين.

## الخلفية
بعد ثورة 2011 في تونس والتي كان يُنظر إليها على نطاق واسع باعتبارها الطريقة الديمقراطية الوحيدة للنجاح في الربيع العربي، وبالفعل هذا ما كان حيث حققت تونس بعد الثورة تقدما ملحوظا في دعم حريات الأفراد والصحافة وإجراء انتخابات نزيهة وعادلة، ومع ذلك، فقد مرت تسعة حكومات ولم تستطع حل المشاكل الاقتصادية بل تدهورت الأوضاع المعيشية أكثر مما كانت عليه من قبل وذلك بسبب غلاء الأسعار.
يُشار إلى أن الاحتجاجات والتظاهرات المتعلقة بالقضايا الاجتماعية ليست جديدة على تونس، حيث كانت هناك إضرابات شديدة للعمال في عام 2012، بالإضافة إلى تظاهرات أخرى في مؤتمر حول فلسطين في عام 2017.

## الاحتجاجات
اندلعت الاحتجاجات مباشرة بعد تمرير قانون المالية الذي بدأ سريانه في 1 كانون الثاني/يناير 2018 والذي حمل معه العديد من التغييرات من بينها رفع الضرائب على كل من البنزين، بطاقات الهاتف، الإسكان، استخدام الإنترنت، غرف الفندق وباقي الأطعمة مثل الفواكه والخضروات. بالإضافة إلى زيادة طفيفة نوعا ما في الضرائب الجمركية على مستحضرات التجميل وبعض المنتجات الزراعية.
ذكر زعيم المعارضة حمة الهمامي أن عدة أحزاب من المعارضة ستجتمع من أجل تنسيق جهودها يوم الثلاثاء الموافق لـ 9 كانون الثاني/يناير، وبعد ذلك دعت المعارضة إلى الاحتجاج الجماعي في العاصمة تونس في 14 يناير بمناسبة الذكرى السابعة للانتفاضة التي أطاحت بالرئيس زين العابدين بن علي، وقد استجابت الجماهير لهذه الدعوة حيث هب نحو 300 مواطن تونسي إلى شوارع مدينة سيدي بوزيد وتزايد العدد تدريجيا يوما بعد يوم.
في 8 كانون الثاني/يناير قام مجموعة من المتظاهرين بإلقاء زجاجات حارقة على مدرسة يهودية في جربة مما أدى إلى نشوب حريق بداخلها تسبب في فقدان بعض الممتلكات والوثائق الأرشيفية، هذا وتجدر الإشارة إلى أنه لم تكن هناك أي احتجاجات على مستوى منطقة جربة، وقد ذكرت الشرطة المحلية أن المهاجمين استغلوا حقيقة غياب أفراد الشرطة الذين كانوا متواجدين في أماكن أخرى قصد التعامل مع المتظاهرين.
وبحلول مساء يوم 10 كانون الثاني/يناير تم نشر أزيد من 2100 جندي قصد «حماية المؤسسات السيادية والمرافق الحيوية» مثل البنوك ومكاتب البريد وغيرها من المباني الحكومية في المدن الرئيسية في البلاد بحسب المتحدث باسم وزارة الدفاع بالحسن الوصلاتي.
يوم 11 يناير، قال شهود عيان أن بعضا من المحتجين التونسيين قاموا بحرق مقر الأمن الوطني الإقليمي بالقرب من الحدود الجزائرية، كما نشرت الحكومة المزيد من قوات الأمن مصرة على أنه لن تكون هناك أي مراجعة لتدابير التقشف في ميزانية 2018.

## الإصابات
توفي شخص واحد جراء هذه المظاهرات، وقد أكدت وزارة الداخلية في بيان رسمي صادر عنها في 8 يناير بأن الرجل قد أُدخل إلى مستشفى طبربة قصد تلقي الإسعافات الضرورية مضيفة أنه كان يُعاني من الدوخة وتوفي في وقت لاحق. وقد كشف الطبيب الشرعي على أن جثة الهالك لم تظهر عليها أي علامات عنف أو شيء من هذا القبيل، وذكرت الحكومة أن سبب وفاته كان استنشاق كميات كبيرة من الغاز المسيل للدموع. ووفقا لتقرير نشرته وكالة تونس إفريقيا للأنباء فبالإضافة إلى الشاب الذي فارق الحياة أثناء المظاهرات هناك 5 آخرون تعرضوا لإصابات بالغة جراء قمع الشرطة لهم والتعدي عليهم.
قال المتحدث باسم وزارة الداخلية خليفة شيباني أن حوالي 50 من رجال الشرطة قد أصيبوا بجروح متفاوتة الخطورة في حين تم اعتقال 237 شخصا في 9 كانون الثاني. ثم أشارت بي بي سي إلى أن الشرطة ألقت القبض على 200 آخرون في اليوم الموالي.
اعتبارا من 12 كانون الثاني/يناير تم اعتقال 778 شخصا من قبل الشرطة ردا على الاحتجاجات. وفي نفس اليوم صرح المتحدث باسم المفوضية السامية للأمم المتحدة لحقوق الإنسان روبرت كولفيل أنهم يراقبون التطورات عن كثب كما يقيمون استجابة السلطات للمتظاهرين مبديا تخوفه من ارتفاع عدد المعتقلين، كما أكد أنه وجب على السلطات ضمان أن حق الحرية في التعبير والتجمع السلمي. كما أشار إلى أن المظاهرات سلمية، ويجب أن لا تؤدي إلى إجرام أو أعمال العنف من الآخرين كما حث جميع الأطراف على العمل معا من أجل الوصول لحل نهائي مع الالتزام والاحترام الكامل لحقوق الإنسان.

## الردود
حذرت حكومات كل من بريطانيا، ألمانيا، السويد، النرويج وبلجيكا من إمكانية حدوث شغب من الجماهير، كما نصحوا الحكومة التونسية بالتأني والتعامل بشكل صحيح مع التظاهرات، في حين تحدث الرئيس التركي رجب طيب أردوغان مع القادة التونسيين عن الاحتجاجات مبديا رغبة بلاده في تقديم المساعدة للتغلب على هذه المشاكل. أما سفارة الولايات المتحدة في تونس فقد وضعت بيانا ذكرت فيه المواطنين الأمريكيين المقيمين تونس بضرورة توخي الحذر وتجنب المظاهرات والحشود.
أدانت حركة النهضة في حزب الائتلاف الحاكم في تونس «استغلال المطالب الشرعية للمواطنين من قبل بعض الجماعات الفوضوية» وشددت على «شرعية مطالب التنمية والتشغيل، كما شرعت للمواطنين كامل الحق في الاحتجاج السلمي دون انتهاك سلامة الآخرين أو مهاجمة الممتلكات الخاصة والعامة»، أما حزب الجبهة الشعبية المعارض فقد دعا «كل الشعب التونسي إلى الخروج إلى الشوارع من أجل الاحتجاجات السلمية في أنحاء البلاد بهدف واحد، وهو إسقاط هذه الإجراءات التي دمرت تونس.» وقد أدان رئيس وزراء تونس «أعمال التخريب» وطالب المتظاهرين بالصبر مدعيا أن «البلاد تواجه صعوبات مالية في الفترة الحالية...وتعتقد أن عام 2018 ستكون آخر سنة صعبة على التونسيين.»
وكان موقع تروتسكي WSWS الداعم للاحتجاجات قد أكد بأن نظام تونس مثل مصر؛ حيث لا زال يضم عناصر من الجيل القديم، كما أكد على أن الإصلاحات التي فرضتها الحكومة دفعت إلى «تلبية الشروط المطلوبة من قبل صندوق النقد الدولي والاتحاد الأوروبي.» لكنها في المقابل أنهكت الشعب خاصة الطبقتين المتوسطة والفقيرة. كما أكد الإعلام الإيراني المتمثل في برس تي في أن الاحتجاجات مشروعة كما أشاد نسبيا على نحو سلس بالانتقال الديمقراطي، وتطرق لنقطة الأزمات الاقتصادية والسياسية. كما أشادت مواقع أخرى بالاحتجاجات مؤكدة على أن هذه «شجاعة التونسيين... فهو شعب شجاع ومتمرد على الفساد والظلم.»